# SuperDepth
SuperDepth（スーパーデプス）は、Bio_100%が製作したシューティングゲームである。第1回フリーソフトウェア大賞アミューズメント部門受賞。
Bio_100%の代表作である。PC-98版のリリースは1991年8月10日。

## 概要
4ステージ×3周（=全12面）の戦艦シューティングゲーム。自機であるYamabokuを操作しステージクリアを目指す。1周ごとに4つのフィールド（海，空，宇宙，ボス）が存在し、それぞれ操作が異なるのが特徴。
2011年8月25日より、Bio_100%の公式サイトにて原作をそのまま再現したFlash版とAndroid版が公開される。

## ゲームの特徴

### 操作
4方向2ボタンというシューティングゲームとしてはオーソドックスなスタイルであるが、海ステージと空ステージ（後述）においては横方向への移動しかできない。また、2ボタン（Z，Xキー）のショットはそれぞれ自機の右側・左側から発射するという幾分変わったものである。ジョイスティック対応。
画面下にはレーダーが備えられており、画面外の敵の動きについてもある程度の把握が可能である。

### システム
4ステージ×3面の全12ステージ。敵の攻撃を避けつつある程度敵機を撃破し、レーダー（画面外も含む）から敵機が居なくなればステージクリアとなる。もし途中で敵機の攻撃を受けたり宇宙とボス面で敵機と接触した場合は残機が一つ減り、後述するパワーアップアイテムを全て失った状態でそのステージをやり直すことになる。残機がゼロの状態でやられてしまうとゲームオーバー。全12ステージをクリアするとエンディングが流れ、スコアとステータスを引き継いで元の1周目（最初のステージ）へとループする（周回制）。
レーダー上に白く点滅して映る機体（Hoot）を倒すとパワーアップアイテムが出現する。入手すれば自機は強化されるが、同時に敵のスピードや弾の数なども増大し、難易度も比例して上昇する。パワーアップアイテムの種類は以下の通り。
- ■青「Speed Up!」…自機の移動スピードがアップする。
- ■赤「Shot Max Up !」…海ステージでは爆雷数2発追加（最大16発）され、空ステージと宇宙ステージでは連射数がアップする。
- ■黄緑「Shot Power Up !」…海ステージでは爆雷の落下スピードがアップし、空ステージと宇宙ステージでは弾のスピードアップと貫通性能（ボス除く）が付加される。
- ■紫「Shot Special!」…海ステージでは爆雷がサイン波を描きながら落下するようになり、空ステージと宇宙ステージでは弾を3方向に発射するようになる。
- ■水「Full Power!」…上記4種のアイテムを網羅し、フルパワーになる。
- ■黄「Flush Bomb!」…画面内の敵機と弾を一掃する。
- ■白「Ship 1up!」…残機が1つ増える。ノーミスの場合は出現しない。テロップが例外で黄色枠の中抜き文字で表示される。

### ステージ
海ステージ（ステージ1，5，9）第1ステージ。爆雷を投下して潜水艦と戦う。ステージ5，9ではWigwamが登場する。
空ステージ （ステージ2，6，10）第2ステージ。対空砲を用いて空中を飛び交う敵機と戦う。ステージ10のみScourgeが登場する。
宇宙ステージ（ステージ3，7，11）第3ステージ。宇宙空間へ飛び出し横方向ショットで敵機と戦う。ステージ7，11ではRobが登場する。
ボスステージ （ステージ4，8，12）第4ステージ。宇宙空間でボスと戦う。

### 音楽
起動音やエラー音に使われるビープ音のみで編曲されている。これは当時のPC-9801シリーズにFM音源機能が標準搭載されていなかったため、あえての選択だったという。ビープ音ゆえに1チャンネルの矩形波（単音）しか発せないため音楽には不向きであったが、3パートあるBGMとSEを時分割し、単音を高速に切り替えることで擬似的な和音の表現が成されている。

## 登場キャラクター
本項では名前の左側にレーダーで表示される色を記載した。なお、登場キャラクターの名前はエンディング（ステージ12クリア後）で初めて明らかにされる。

### 自機（プレイヤー）
■戦艦ヤマ卜（やまぼく、Yamaboku）主役。壊滅状態となった地球に代わる第2の地球を探すために建設された宇宙戦艦。名前はかの巨大戦艦にあやかっている。

### 海ステージ（海中）に現れる敵機
■Tiddler機雷を放つ潜水艦。レーダーにはオレンジ色に映る、ステージ1では5機、ステージ5では3機、ステージ9では1機。得点は50点。
■Asthmaticミサイルを発射する潜水艦。移動スピードはTiddlerより速い。ステージ1では1機、ステージ5とステージ9では2機出現する。レーダーには赤く映る。得点は300点。
■Coypu機雷を放つ小型の潜水艦。移動スピードは海中で最も速く左から右へと移動する。ステージ1とステージ5では1機、ステージ9では2機出現する。レーダーには黄緑色に映る。得点は200点。
■Wigwam2周目と3周目（ステージ5，9）に登場する敵機。海底を這って移動し、一度にミサイルを4発発射する。ステージ5では1機、ステージ9では2機出現する。レーダーには紫色に映る。得点は500点。

### 空ステージ（空中）に現れる敵機
■Eyewashヘリコプターの敵機。ヤマ卜の上空を漂い、垂直落下するミサイルを降らせる。レーダーにはオレンジ色に映る、ステージ2では5機、ステージ6では3機、ステージ10では1機しかでない。得点は50点。
■Spooky旅客機に似た形状の敵機。ステージ2とステージ10では2機、ステージ6では3機登場。横へ真っ直ぐ進み、Eyewashと同じ垂直落下するミサイルを大量に降らせる。レーダーには赤く映る。得点は200点。
■Fratricide大型ヘリコプターの敵機。上から現れ、ヤマ卜にめがけて白い弾を降らせる。その後は放物線を描くように上へ戻る。ステージ6では2機、ステージ10では3機出現する。レーダーには黄緑色に映る。得点は300点。
■Scourge3周目（ステージ10）に現れるツクシのような形をした敵機。横へ真っ直ぐ進み、倒さずにいると自滅してヤマ卜にめがけて白い弾を5発降らせる。レーダーには紫色に映る。得点は500点。

### 宇宙ステージ（宇宙）に現れる敵機
■Mean未確認飛行物体のような機体。群衆で現れるが攻撃はしてこない。レーダーにはオレンジ色に映る、ステージ11では1機しかでない、得点は50点。
■Chirstie宇宙船の敵機。横へ真っ直ぐ進み、ヤマ卜にめがけて白い弾をばらまく。レーダーには赤く映る。得点は200点。
■Poppy球体の敵機。倒さずにいると自滅して白い弾を2～4発ばらまく。ステージ11では2機出現する。レーダーには紫色に映る。得点は300
■Rob2周目と3周目（ステージ7，11）に現れるサメ型の敵機。白い弾をばらまきながらヤマ卜に向けて突進してくる。ステージ7では1機、ステージ11では2～3機出現する。レーダーには黄緑色に映る。得点は500点。

### ボス
■Eerie Core1周目（ステージ4）に現れる最初のボス。画面右から登場する。左右の隅で上下に移動しながら水平方向にレーザーを4発発射し、瀕死になるとヤマ卜にゆっくり近づきながら白い弾を1発ずつばらまく。弱点は左右の赤いコアが露出している部分。耐久値は20発で、残り8発になると瀕死になる。レーダーには赤く映る。得点はヒットする度に100点（※倒壊中も換算される）、破壊すると5000点。
■Lunatic Noddle2周目（ステージ8）に現れるヘビ型のボス。画面左から登場する。上下にN字を描いて動いている時は炎を吐き、横へ大きくZ字を描いて動いている時（瀕死）はヤマ卜にめがけて灰色の弾をばらまく。弱点は頭。耐久値は20発で、残り7発になると瀕死になる。レーダーにはオレンジ色に映る。得点はヒットする度に200点（※倒壊中も換算される）、破壊すると5000点。
ちなみにこのヘビ型のボスは、altyがプログラミングした他のBio_100%ゲーム（「metys's Snow Wars」「NyaHaX'93」「SuperDepth2 "Finalty"」など）によく見られる形状でどれも頭が弱点である。
■B.P.S.M.3周目（ステージ12）に現れる最後のボス。画面左から登場する。画面右隅を上下遅く動きながら中心部の青いコアから常に追尾性の青い弾を放ってくる他、両アームを広げて2本のレーザーで攻撃してくる。弱点は中心の青いコアで、普段は両アームで守っている。瀕死になるとレーザーは撃たなくなり、常に両アームを広げて上下速く動きながら青い弾をメインに攻撃するようになる。耐久値は20発で、残り9発になると瀕死になる。レーダーには水色に映る。得点はヒットする度に200点（※倒壊中も換算される）、破壊すると10000点。

### その他の敵機
■Hoot（ボスステージを除く）全てのステージに現れる機体。サイン波を大きく描きながら横へ移動する。攻撃はしてこないが、倒すとパワーアップアイテムが出現する。なお2機同時に登場した場合、先に倒した方しかパワーアップアイテムは手に入らない。レーダーには白く点滅して映る。得点は100点。
Strayed Brainクラゲのような機体。エンディングのみ紹介され、本編には登場しないが、続編には似たようなキャラが雑魚キャラとして登場している。

## スタッフ
- ゲームデザイン：alty & tacox
- キャラクターデザイン：tacox & alty
- 音楽/音響：fin & CLAUDE
- フォントデザイン：tacox
- グラフィック：tacox & alty
- シナリオ：tacox
- プログラミング（オリジナル）：alty
- プログラミング（Flash版）：Masaaki Okano
- 著作権：©1991 alty & tacox / Bio_100%

## 関連作品

### SuperDepth2 "Finalty"
続編である横スクロールシューティングゲーム。1995年2月20日リリース。スピードアップ・バリア・ワイドショット・ミサイルの4つのパワーアップと溜め撃ち（波動砲）を駆使して戦う。操作は4方向レバーと2ボタン。
一部敵機のデザインやBGMが引き継がれている。BGMは、MIDI音源（MPU/RS-MIDIともに可）を使用することで再生される。MIDI音源がなければ前作同様ビープ音での演奏（曲数が少ない）になる。
本作はPC/AT互換機版も用意され、今日におけるWindowsマシンでのプレイもできる（BGMはMIDI音源かビープ音）。ただし別途MS-DOSか互換OSが必要である。

### WinDepth
Bio_100%が初めてWindows向けに開発したゲーム。1995年2月20日リリース。Windowsコンソーシアム主催「Windows Multimedia GrandPrix'94」WinG部門授賞。
「Super Depth」の海ステージをピックアップして作られている。自機（爆雷）のパワーアップはしないが誘爆するシステムが新たに加わっている。